# 過去を喰らう
「過去を喰らう」（かこをくらう）は2019年6月5日にYouTube上で公開されたバーチャルアーティスト花譜のオリジナル楽曲である。作詞・作曲・編曲は全てカンザキイオリが手掛ける。2019年9月11日にリリースされた花譜の 1st アルバム『観測α』/『観測β』に収録されている。

## 概要
ミュージックビデオは2019年前半の新宿の各所を舞台に、花譜が街中のいたるところに現れる構成となっている。ミュージックビデオ中では学生服の装いのシーンもみられる。映像制作は川サキケンジが行い、映像制作協力は與古田和俊、Paul Williams、yujureal works、撮影は佐藤有が担当した。
アルバム『観測』では、GREAT3の片寄明人がディレクターおよびボーカルディレクション、birdie houseの齊藤裕也がレコーディング・エンジニア、duskline recording studioの南石聡巳がミックスおよびマスタリング・エンジニアを担当している。また、2023年1月14日に発売されたKAMITSUBAKI STUDIO のコンピレーションアルバム『KAMITSUBAKI STUDIO SAMPLER Vol.1』にも収録された。
曲調はギターを中心にしたハイテンポなロックサウンド。歌詞は厭世的で、その裏に衝動性と行き詰まりが込められたものとなっている。「過去を喰らう」三部作では、傷付きながらも成長していく過程が描かれており、本作では大人になることへの怯えが綴られている。
2019年の「第1回VTuber楽曲大賞」では楽曲部門の第4位にノミネートされた。また同時にMV部門では6位にノミネートされた。2019年11月27日までには500万再生、2020年10月22日までには1000万再生、そして2021年10月16日までには1500万再生を達成した。
花譜がリズムゲーム「Cytus II」とコラボレーションした際は、本楽曲を含む10曲がゲーム中に収録された。

## リミックス
2019年12月25日にリリースされたリミックスアルバム『観測γ』では、ボカロPのツミキによるリミックスバージョン、「過去を喰らう (ツミキ Remix) 」が収録されている。

## ライブでの演奏
花譜のライブシリーズ「不可解」では、第1作の『花譜 1st ONE-MAN LIVE「不可解」』から演奏されている。2019年8月1日の「不可解」ではアンコール前のラストナンバーとして演奏され、続く2020年3月23日の『花譜 1st ONE-MAN LIVE「不可解(再)」』ではその後に「Re:HEROINES」が追加された。2020年10月10日の『花譜 2nd ONE-MAN LIVE「不可解弐Q1」』では3曲目に演奏された。その後も、2021年6月11日から12日の『花譜 2nd ONE-MAN LIVE「不可解弐 REBUILDING」』の1公演目「不可解弐Q1:RE-形を失った世界で僕らは-」および3公演目「不可解弐Q3-魔法の無い世界-」、『花譜 3rd ONE-MAN LIVE「不可解参(狂)」』、『花譜 3rd ONE-MAN LIVE「不可解参(想)」』にて後述の「海に化ける」とともに演奏された。また、花譜高校卒業記念スペシャルライブ「僕らため息ひとつで大人になれるんだ。」でも演奏された。
2021年11月15日に放送されたNHKの番組、『沼にハマってきいてみたSP「ヌマーソニック2021　DAY1　音楽の日」』では下記の「海に化ける」とともに「過去を喰らう〜海に化けるSPメドレー」として上演された。幕張メッセにて開催された2022年4月30日の「VTuber Fes Japan 2022」Day 2 でも、「過去を喰らう」および「海に化ける」のメドレーが上演された。同年7月3日の「『xR ARTISTS SUPER FES 2022』xR Millennium LIVE@Earth」Day 2 では、花譜は「過去を喰らう」および「海に化ける」のメドレーに加え、花譜の歌声を基にしたCeVIO AI「音楽的同位体 可不(KAFU)」とともに「フォニイ」を披露した。

## カバー
2020年12月12日には可不によるカバーが公開されている。2022年8月25日には花譜と同じ KAMITSUBAKI STUDIO に所属する VALIS によるカバーが公開された。2023年7月22日にYouTube Liveにて開催された、CIEL のストリーミングカバーライブ「ストロベリーライブ2」でも披露され、その音源CD『STRAWBERRY LIVE2』DISC2 に収録されている。

## 三部作
「過去を喰らう」はその後続編となる作品が制作され、三部作として「海に化ける」「人を気取る」が公開された。両作品とも2023年3月8日にリリースされた 3rd アルバム『狂想α』/『狂想β』に収録されている。

### 海に化ける
「海に化ける」は2021年6月30日に配信リリースされた花譜のシングルであり、同日YouTube上で公開された楽曲である。「海に化ける」は「過去を喰らう」の精神的続編として作られた作品である。
2021年6月11日、『花譜 2nd ONE-MAN LIVE「不可解弐REBUILDING」』の「不可解弐Q1:RE-形を失った世界で僕らは-」にて初めて演奏された。

### 人を気取る
「人を気取る」（ひとをきどる）は2023年1月3日にYouTube上で公開された花譜の楽曲である。「過去を喰らう」「海に化ける」に続く、完結編として制作された。
作詞・作曲はカンザキイオリ、編曲は及川創介が行った。ギターは伊藤翔磨、ベースは永井隆泰、ドラムは黒田泰平の演奏により、ミックスは齊藤裕也（birdie house）、マスタリングは阿部充泰（Sony Music Studios Tokyo）が担当した。ミュージックビデオの映像制作は前作までと同様、川サキケンジが行い、CG 制作は髙田瑛示、撮影は小林英彦、モーショングラフィクスは yujureal works が担当した。その他、タイトルデザインを Bachi が行い、スペシャルサンクスとして Chiyo Enga、制作に根岸秀幸、沼田瑞希が携わった。
「人を気取る」は、『花譜 3rd ONE-MAN LIVE「不可解参(狂)」』にて初披露された楽曲であり、続く『花譜 3rd ONE-MAN LIVE「不可解参(想)」』でも演奏された。
自分の変化、人への恐怖や不寛容などを「喰らい」、もがきながら生き続けることが人間らしさである、といったテーマとなっている。作詞・作曲を行ったカンザキは「何かを大切に思うほど、僕たちは人になれるのです。」というメッセージを残している。

## 小説化
『過去を喰らう (I am here) beyond you.』は、人間六度により本楽曲を基にノベライズされた小説である。小説化にあたっては、「花譜3周年記念 10大プロジェクト」の第7番目のプロジェクトとして公表された。
高校3年生の主人公、雨流優花のクラスに世界初のAI漫画家リュッカ・ボーグが転校してくるが、リュッカはAI開発実験に参加した中学2年生のころの優花の人格を元に作られていた。かつて漫画家を志し、夢を諦めた優花は成功しているリュッカと距離を取るが、その存在が優花に忘れかけていた夢を思い出させてゆくストーリーである。